# تپه قلعه کمک کهنه
تپه قلعه کمک کهنه مربوط به سده‌های میانه دوران‌های تاریخی پس از اسلام است و در شهرستان زهک، بخش جزینک، دهستان جزینک، ۵۰۰ متری شرق روستای کل کنگ واقع شده و این اثر در تاریخ ۲۷ اسفند ۱۳۸۷ با شمارهٔ ثبت ۲۶۵۰۹ به‌عنوان یکی از آثار ملی ایران به ثبت رسیده است.